# 汤姆·本森名人堂体育场
汤姆·本森名人堂体育场（英语：Tom Benson Hall of Fame Stadium），原名福西特体育场（英语：Fawcett Stadium）是位于俄亥俄州坎顿的一座美式橄榄球体育场。体育场邻近職業美式足球名人堂，是当地“名人堂村”（Hall of Fame Village）的重要组成部分。
这里是一年一度的职业橄榄球名人堂赛的举办地，也是坎顿麦金利高中橄榄球队的主场。1993年至2018年和1998年至2022年，它还分别作为马龙大学和沃尔什大学的大学橄榄球比赛主场。同时，该体育场还一度作为坎顿地区若干高中橄榄球队的主场。 
该体育场是作为坎顿市前体育场联盟球场的替代场馆而建造的，坎顿市的前职业橄榄球队坎顿牛头犬队曾在这里举行过多场比赛。 该体育场于 1938年落成时被命名为福塞特体育场，以纪念几年前去世的前坎顿市教育委员会成员约翰·A·福西特（John A. Fawcett）。
2014年11月24日，NFL球队新奥尔良圣徒的老板汤姆·本森宣布将向職業美式足球名人堂捐赠1100万美元，其中1000万美元将用于翻新福西特体育场，并通过租用体育场收回资金。为了回应本森的捐赠，名人堂宣布将福西特场更名为汤姆·本森名人堂体育场。汤姆·本森名人堂体育场的翻新工程是“名人堂村”扩建项目一期约2亿美元建设工程的一部分。 翻修工程于2017年8月3日竣工。不到一年后，本森在2018年3月15日去世。

## 建设
体育场修建于1937年至1939年，耗资大约50万美元。美国联邦政府以公共事业振兴署人力的形式支付了40万美元，一所学校的董事会则支付材料费用。体育场最初可容纳15,000人，是当时全美最大的高中体育场。翻修后的汤姆·本森名人堂体育场可容纳23,000人，并设有一个NFL标准的新闻发布厅。
原先体育场中有一个“体育场公园”，现在尽管公园仍然存在，但与体育场的联系已大不如前。公园的一部分已用于修建职业美式足球名人堂，而公园的其余部分则被俄亥俄州77号公路与汤姆·本森名人堂体育场隔开。

### 翻修

#### 1997年
1997年，球场进行了大规模翻修。在坎顿社区的支持下，体育场完成了价值430万美元的改造工程，包括球场草坪的更换、新的更衣室设施、计分板、照明系统和电力系统的更新、结构维修和记者席的翻新。球场也在当年被重新命名为美式职业橄榄球名人堂体育场（Pro Football Hall of Fame Field）。

#### 2015年至2017年
2015年，汤姆·本森体育场开始了新一轮的翻修工程。翻修后的体育场将配备俱乐部座位、高级套房、活动空间、休息室和更现代化的接待区。这次翻修工程还在体育场竖立了一尊汤姆·本森的雕像。